# 地下出版
地下出版（ちかしゅっぱん、underground press、アンダーグラウンド・プレス）または秘密出版（ひみつしゅっぱん、clandestine press）とは、政府の公式が承認のない違法な、もしくは、当時の社会において支配的な集団（政府もしくは宗教的権威）の意向に反して制作された、定期刊行物や出版物のことである。
第二次世界大戦後のアジア、北アメリカ、西ヨーロッパに関した文脈では、「アンダーグラウンド・プレス」という用語は、インドやバングラデシュ、アメリカやカナダ、イギリスなどの西欧諸国で、1960年代後半から1970年代初頭のカウンターカルチャーに関連して発行・配布された地下新聞（アンダーグラウンド・ペーパー）を指すために使用される。
また、抑圧的な体制下で独自に制作された新聞を指すこともある。例えば、ドイツの占領下のヨーロッパでは、レジスタンスと提携して、地下新聞が各地で発行されていた。他にも、冷戦時代にソビエト連邦で行われていたサミズダートや、ポーランドのビブワなどがある。